# Херман фон Хилдесхайм
Херман фон Депенау (на немски: Hermann von Depenau; † 10 юли 1170) е 22-рият епископ на Хилдесхайм от 1162 до 1170 г.

## Биография
Той е син на Бернхард I фон Депенау, граф на Васел († 1133/1336), и брат на граф Бернхард II фон Депенау-Васел († сл. 1154). Племенник е на Брунинг фон Депенау († 1120), епископ на Хилдесхайм (1115 – 1119). Чичо е на граф Конрад II фон Васел († 1176/1178).
През 1163 г. епископ Херман основава манастир Локум.